# Humaitá (Río de Janeiro)

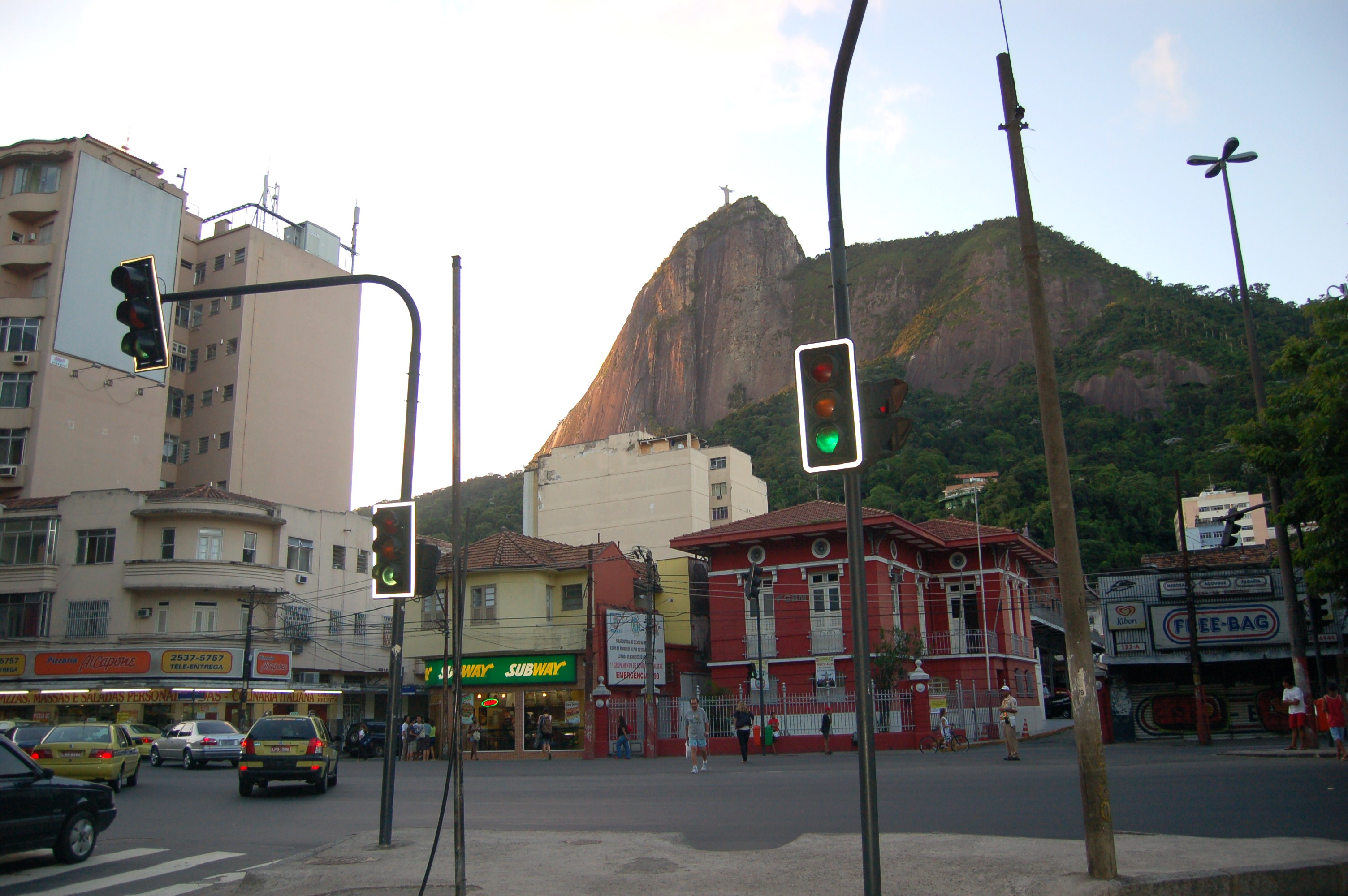
El Cristo Redentor visto desde las calles de Humaitá.

Humaitá es un pequeño barrio de clase media-alta ubicado en la Zona Sur de la ciudad de Río de Janeiro, Brasil. Es considerado un barrio de transición entre Botafogo, Lagoa y Jardim Botânico.
Las calles de Humaitá tienen como fondo natural la Floresta do Corcovado y es uno de los barrios desde donde se puede apreciar más de cerca el Cristo Redentor. Sin embargo, es uno de los pocos sectores de la Zona Sur fuera del circuito turístico.

## Límites y ubicación
Está incluido en el Área de Planeamiento 2, y comparte la Región Administrativa IV (Botafogo) con Flamengo, Glória, Laranjeiras, Catete, Cosme Velho, Botafogo y Urca.
Al este, Humaitá limita con Botafogo, al sur con Copacabana y Lagoa, al oeste con Jardim Botânico y Alto da Boa Vista, y al norte con Santa Teresa. Sin embargo, sus calles solo se conectan con las de Jardim Botânico, Lagoa y Botafogo, debido a que sus límites incluyen el Morro da Saudade y el Corcovado.
Posee un área territorial de 105,45 hectáreas, lo que lo ubica en la posición 131 entre los barrios de Río de Janeiro. Solo tiene un 62,75% de áreas urbanizadas y/o alteradas.

## Toponimia
El nombre proviene de la batalla de Humaitá, en la guerra de la Triple Alianza. Humaitá deriva de las palabras guaraníes yma (que significa antigüedad) e itá (piedra).

## Historia
Los indios de la zona llamaban Itaocá a la región, debido a la gruta que existía al final de la calle Icatu, donde hoy está el barrio Humaitá.
En 1565, cuatro meses después de la fundación de la ciudad, las tierras entre los cerros de Viúva y Babilônia hasta la ensenada de la Lagoa fueron donadas a Antonio Francisco Velho, compañero de combates de Estácio de Sá. Esas tierras acupaban los actuales barrios de Botafogo, Urca, Humaitá y parte de Flamengo y Lagoa.
Hasta el siglo XVII la región solo servía como comunicación entre Catete y los fuertes de Urca. Una bifurcación hacia el interior, llamada Caminho Velho (hoy calle Voluntários da Pátria), llevaba hacia la Lagoa de Socopenapã (actualmente Rodrigo de Freitas), donde se encontraba el ingenio de Nossa Senhora da Conceição (donde ahora se encuentra el barrio Jardim Botânico).
En 1657, el vicario general del obispado, Clemente José Martins de Matos, construyó una capilla en el final de la actual calle Viúva Lacerda. Dueño de una amplia chacra que ocupaba casi todo el barrio, el vicario abrió el camino nuevo para acceder a la pequeña iglesia, que dedicó a São Clemente, nombre que heredaría el camino que atraviesa la propiedad (hoy calle São Clemente).
Fue entonces cuando la calle Humaitá (prolongación de São Clemente) recibió ese nombre como homenaje a los brasileros que en la guerra de Paraguay combatieron en la Batalla de Humaitá.
Joaquim Marques Batista de Leão adquirió en 1825 la hacienda de Olaria, que fue subdividida en lotes y sus herederos donaron a la ciudad en 1853 la calle Marques y el parque dos Leões, donde se encontraba la mansión de la familia Leão. El antiguo Largo da Olaria se convirtió en el Largo do Humaitá, en la unión con la prolongación de la calle Voluntários da Pátria.
La chacras de las laderas, al pie del Corcovado y del Morro da Saudade, fueron loteadas, surgiendo diversas calles. En la década de 1960 fue removida la favela Macedo Sobrinho (donde luego se reforestaría para crear el parque natural Municipal da Saudade) y la calle y la plaza de Humaitá fueron alargadas, facilitando la conexión con el barrio Lagoa.
Cobal, antiguo garaje de trenes que en 1971 se convirtió en un mercado de frutas y verduras, es hoy el lugar de encuentro bohemio-gastronómico del barrio, ya que en la zona se instalaron pequeños bares, restaurantes, pizzerías, atracciones musicales, tiendas de artículos importados y un supermercado, atrayendo a diversas "tribus urbanas".

## Población
Humaitá tiene 15.186 habitantes (6.629 masculinos y 8.557 femeninos). La razón de sexo del barrio es de 77,46 hombres cada cien mujeres.
El barrio registró una pequeña disminución de su población entre 1996 y 2000, con el éxodo de 582 personas, lo que representó una caída del 3,73% en su población.
En Humaitá, que tiene una densidad poblacional de 144,01 habitantes por hectárea, la esperanza de vida al nacer es de 77,91 años.
Posee un total de 5.920 domicilios, de los cuales 1.413 poseen un solo morador, 1.748 casas tienen dos habitantes y 1.293 son ocupadas por tres personas.
La tasa de alfabetización de adultos se encuentra entre las cuatro más altas de Río, con un 99,28%. En Humaitá hay dos escuelas municipales, con un total de 933 alumnos.
El Índice de Desarrollo Humano (IDH) del barrio es de 0,959, que lo ubica entre los ocho mayores porcentuales de la ciudad. Es comparable al IDH de Irlanda (0,960).
Según datos del Instituto Municipal de Urbanismo Pereira Passos de 2004, Humaitá es uno de los 25 barrios de Río de Janeiro sin favelas.

## Lugares destacados
En la etapa de diagnóstico del Plan Estratégico de Río se realizó una encuesta de percepción de la población que, entre otros datos, permite identificar las áreas y edificaciones emblemáticas del barrio según la opinión de sus habitantes:
- el cuartel del Cuerpo de Bomberos
- las casa de General Dionísio 53 y de Largo dos Leões 70
- vila de calle Humaitá 102
- Sobrado (Largo dos Leões 80)

Se destacan además en el barrio la Casa de Espanha, el Instituto Brasileiro de Administração Municipal (IBAM) y el Espaço Cultural Sérgio Porto, así como un gran número de restaurantes.

## Acceso al Cristo Redentor
- El mundialmente famoso Cristo Redentor, en la cima del Corcovado, no pertenece a Humaitá por apenas unos metros. El decreto Nº3158 de la Prefectura de Río (del 23 de julio de 1981) destaca que los límites del barrio llegan hasta el Monumento del Cristo, a 701 metros de altura, aunque queda excluido de Humaitá.

En cambio, la delimitación del barrio Santa Teresa incluye el ícono carioca por excelencia. No obstante, no es posible llegar hasta los pies del Cristo desde Santa Teresa ni desde Humaitá, ya que tanto el camino que trepa al Corcovado como la estación desde donde parte el tren turístico se encuentran en el barrio Cosme Velho.